# 月鲁帖木儿 (齐王)
月鲁帖木儿（？—1329年2月5日），元朝宗王。蒙古孛儿只斤氏，合撒儿的五世孙。
月鲁帖木儿的高祖父移相哥大王、曾祖父爱仙阿木干、祖父势都儿、父亲黄兀儿。又作玉龙帖木儿，《元史·宗室世系表》把玉龙帖木儿、月鲁帖木儿当成了父子。元仁宗延祐六年（1319年），封为恩王。泰定帝泰定三年（1326年），嗣位齐王，封地在也里古纳河（今额尔古纳河）、海剌尔河（今海拉尔河）一带。元文宗天历元年（1328年），他帮助在大都（今北京）即位的元文宗图帖睦尔，反对在上都（今内蒙古自治区正蓝旗东闪电河北岸）即位的天顺帝阿剌吉八，率兵围上都，迫使丞相倒剌沙奉皇帝玺出降，执杀辽王脱脱，因功受到元文宗的赏赐。子失列门嗣爵，至正十二年（1352年），献马万匹于京师。